# Eggert Winkelcentrum
Het Eggert Winkelcentrum is een overdekt winkelcentrum in het stadscentrum van Purmerend in Noord-Holland. De eerste aanzet werd in 1978 gegeven, in de huidige vorm dateert het van het jaar 2000. Eigenaar is het Nederlandse bedrijf Wereldhave nv.
Het winkelcentrum beschikt over 400 parkeerplaatsen in een parkeergarage boven de winkels. Het centrum bevat ongeveer 43 winkels over twee etages en beslaat een oppervlakte van 20.000 m². Per jaar zijn er vier miljoen bezoekers.

## Geschiedenis
Het winkelcentrum werd in 1978 gebouwd in het oude centrum van Purmerend. Hiervoor werden 134 panden gesloopt rond het voormalige Willem Eggertplein, waar vroeger de varkensmarkt werd gehouden.
Het dankt zijn naam aan de Willem Eggertstraat, waaraan het complex gebouwd is. Willem Eggert (1360-1417) was een schatrijke Amsterdamse bankier en steun en toeverlaat van graaf Willem VI van Holland. Deze benoemde hem tot heer van de Heerlijkheid Purmerend. De omgeving van de Willem Eggertstraat heeft altijd een belangrijke rol gespeeld in de handel van goederen en dieren. Wekelijks wordt er nog steeds een grote warenmarkt gehouden in het stadscentrum.
Anno 2011 huisvest het winkelcentrum qua oppervlakte circa de helft van de totale detailhandel in het centrum van Purmerend. Naast de gebruikelijke landelijke ketens zijn er ook zelfstandige ondernemers gevestigd.
Het winkelcentrum heeft diverse uitbreidingen ondergaan, de laatste in 1999. In 2000 werd het oude deel gerenoveerd. De naam werd toen gewijzigd in Eggert Winkelcentrum.